# Sannoisien
Stratigraphie
Priabonien
Le Sannoisien est une division stratigraphique obsolète qui correspondait à la partie inférieure de l'ancien étage du Stampien au sein de l'époque géologique de l'Oligocène. Dans la nomenclature stratigraphique internationale, le Sannoisien correspond aujourd'hui à la partie inférieure du Rupélien.

## Historique et étymologie
Le Sannoisien a été défini par les géologues français Ernest Munier-Chalmas et Albert de Lapparent en 1893 dans le Bassin parisien sur la butte de Sannois, qui lui a donné son nom, dans le département du Val-d'Oise.

## Subdivisions
Le Stampien s.l. était classiquement divisé en :
- une partie inférieure nommée Sannoisien ;
- une partie supérieure nommée Stampien s.s.

## Lithologies
Les faciès sannoisiens du Bassin parisien sont variés :
- marnes supra-gypseuses ;
- marnes blanches à limnées de Pantin ;
- marnes brunes à cyrènes ;
- marnes vertes à cyrènes et cérithes ;
- « molasse » de Sannois (calcaire marin) ;
- calcaire de Brie, lacustre, à planorbes, souvent transformé en meulière...